# Cijurey (Panyingkiran)
Cijurey is een bestuurslaag in het regentschap Majalengka van de provincie West-Java, Indonesië. Cijurey telt 2269 inwoners (volkstelling 2010).